# 国際連合安全保障理事会決議589
国際連合安全保障理事会決議589（こくさいれんごうあんぜんほしょうりじかいけつぎ589、英: United Nations Security Council Resolution 589）は、1986年10月10日に国際連合安全保障理事会で採択された決議である。
安保理は、国際連合事務総長の任命について検討した上で、国際連合総会に対してハビエル・ペレス・デ・クエヤルの2期目への任命を勧告した。任期は1987年1月1日から1991年12月31日までの5年間である。決議は、全会一致で採択された。